# Caissargues
Caissargues este o comună în departamentul Gard din sudul Franței. În 2009 avea o populație de 3.742 de locuitori.

## Evoluția populației
| An        | 1975  | 1982  | 1990  | 1999  | 2006  | 2009  |
| --------- | ----- | ----- | ----- | ----- | ----- | ----- |
| Populație | 2.143 | 3.300 | 3.292 | 3.326 | 3.886 | 3.742 |